# Spreeturm
Der Spreeturm ist ein 20-geschossiges Bürohochhaus in der Nähe des Ostbahnhofs im Berliner Ortsteil Friedrichshain, das nach Plänen des Architekturbüros Eike Becker errichtet und im November 2020 neben dem dortigen Postbahnhof eröffnet wurde. Investor und Bauherr ist die von Hendrik de Waal gegründete DWI-Gruppe aus Hamburg, die die BAM Deutschland AG mit der Planung und schlüsselfertigen Errichtung beauftragte. Die Ampega Real Estate GmbH Köln hat den Spreeturm für Gesellschaften der HDI Deutschland AG erworben.
Das 70 Meter hohe Gebäude besitzt eine Gesamtmietfläche von 13.500 m² und ist Teil eines Quartiers mit mehreren Neubauvorhaben zwischen Ostbahnhof und dem Bahnhof Warschauer Straße.